# Josef Menzel

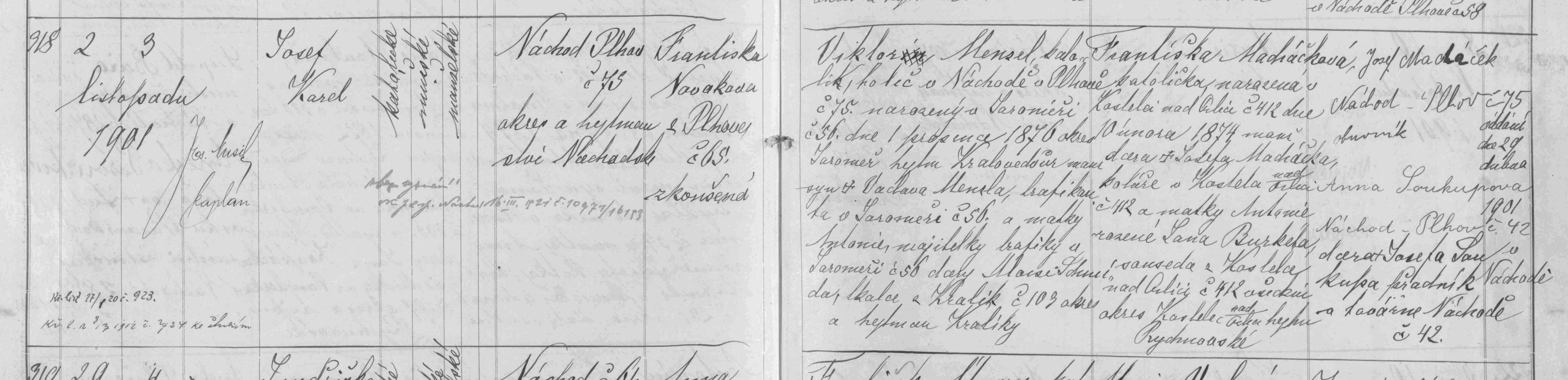
matriční zápis o narození a křtu Josefa Menzla (matrika N 1899-1902 Náchod a předměstí (SOA Zámrsk))

Josef Menzel, křtěný Josef Karel, (2. listopadu 1901 Náchod – 17. července 1975 Praha) byl český novinář, překladatel a spisovatel dětských knih. Je otcem filmového režiséra Jiřího Menzela. Za druhé světové války publikoval pod pseudonymem Jan Vik. Mezi jeho nejčastěji publikovaná díla patří seriál knížek pro malé děti Míša Kulička.